# Луминица Ангел
Луминица Ангел (на румънски: Luminiţa Anghel) е румънска поп певица.

## Биография
Луминица е родена на 7 октомври 1968 г. в Букурещ, Румъния. Започва певческата си кариера на 8 години. През 1986 г. завършва Народното училище по изкуствата в родния си град и два пъти се опитва да влезе в Националния институт за театрално и филмово изкуство. В края на краищата завършва висшето си образование във Факултета по социология и психология в Университета Спиру Харет. През 1987 г. дебютира на фестивала „Мамая“ и оттогава е участвала на множество музикални фестивали в Румъния и чужбина.
През 2005 г. заедно с перкусионната формация Sistem Луминица Ангел е избрана да представя Румъния на Евровизия 2005 в Киев, Украйна с песента „Let Me Try“ („Позволи ми да опитам“). На конкурса песента се класира трета със 158 точки, след песните на Гърция и Малта.